# 二銭硬貨
二銭硬貨（にせんこうか）は、かつて日本で発行された硬貨の額面の一つ。額面である2銭は1円の50分の1に当たる。1873年（明治6年）に発行された二銭銅貨の1種類のみが存在する。1円未満であるため1953年（昭和28年）の小額通貨整理法により通用停止となっており、現在は法定通貨としての効力を有さない。

## 二銭銅貨
- 品位：銅98%、錫1%、亜鉛1%
- 量目：14.256g
- 直径：31.818mm

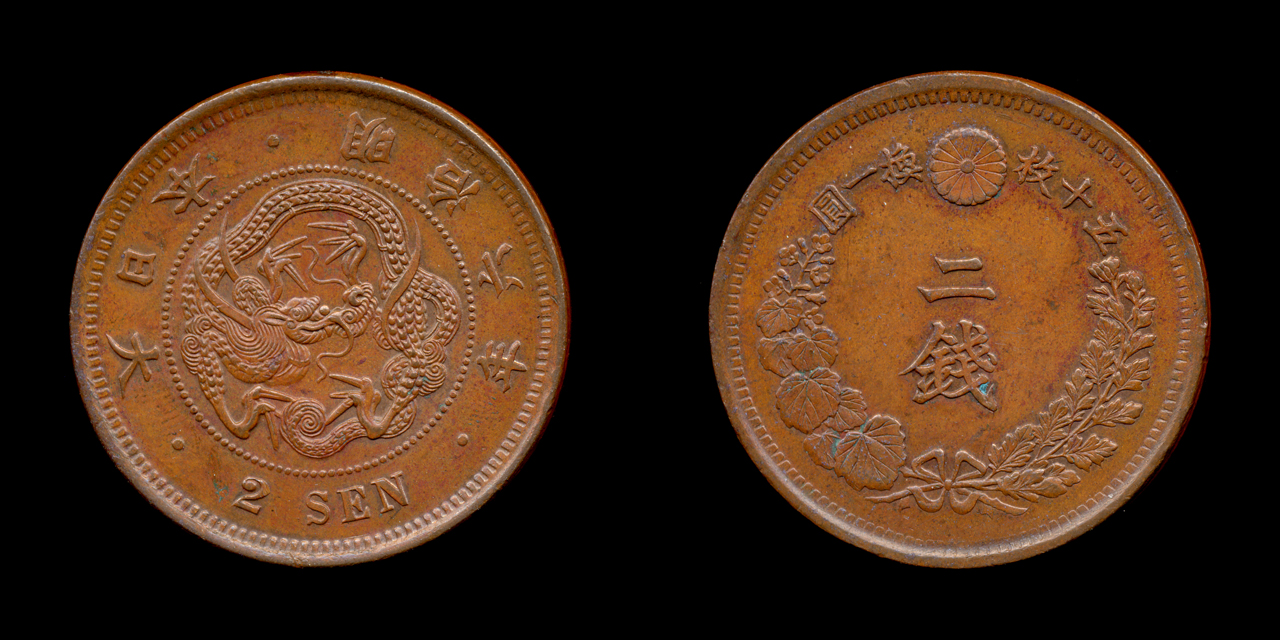
二銭銅貨

- 図柄：竜図（吽竜）、年号、「大日本」、「2SEN」（表面）、「二錢」、菊花紋章、菊枝と桐枝、「五十枚換一圓」（裏面）
- 周囲：平滑
- 発行開始：1873年（明治6年）

新貨条例により発行された貨幣の一つ。1871年（明治4年）の新貨条例の施行当時は、金貨・銀貨の製造は開始されたものの、銅貨については二銭銅貨はまだ制定されておらず、一銭銅貨・半銭銅貨・一厘銅貨の3種類が制定されていたが、銅貨製造所は完成していなかったため、これらの制定当初の銅貨についても少量試作されただけで流通用として製造・発行されることはなかった。1873年（明治6年）に銅貨のデザインが改正され、この時に二銭銅貨が品目に追加される形で発行された。竜図は元首の象徴とされたことから貨幣の図柄に採用され、金貨・銀貨には阿竜が採用されたのに対し、銅貨には口を結んだ吽竜が採用された。その竜図は、明治10年銘の前期までの「角ウロコ」と、明治10年銘の後期以降の「波ウロコ」に分けられる。また裏面上部に「五十枚換一圓」と円との比率を表す文字が書かれているのが特徴的であり、国際化時代に即応するよう、表面に「2SEN」とアラビア数字とローマ字による額面金額が入っている。同じ新貨条例の竜一銭銅貨・半銭銅貨とは同様のデザインであり、量目も比例関係にある。
明治6年銘から明治17年銘まで、明治11年銘・明治12年銘を除き全て存在するが、明治11年銘・明治12年銘が存在しないのは、1878年（明治11年）・1879年（明治12年）には明治10年銘で製造されたからである。また発行初年の明治6年銘は製造枚数・現存枚数が少ないため希少価値がある。直径が大きすぎて使い勝手が悪かったことから、竜一銭・半銭銅貨が十分な量が発行された1888年（明治21年）まで製造され続けたのに対し、それより先の1884年（明治17年）限りで直径が小さすぎる一厘銅貨と共に製造中止となった。それで『明治財政史』には、1877年（明治10年）から1897年（明治30年）9月までの間に流通不便貨幣として回収・鋳潰しの対象となった貨幣として、五銭銀貨（直径が小さすぎるため）・二銭銅貨・天保通宝・文久永宝の4種が挙げられており、二銭銅貨については1884年（明治17年）から回収・鋳潰しの対象とされ、1890年（明治23年）から1894年（明治27年）までの間には年間数百万枚～数千万枚のペースで回収・鋳潰しされている。なお、明治25年銘がシカゴ博覧会用に2枚のみ製造されている。以降、二銭硬貨が復活することはなかった。